# Forêt nationale de Wenatchee
La Forêt nationale de Wenatchee est une forêt nationale américaine située dans l’État de Washington au nord-ouest des États-Unis. Elle est gérée conjointement avec la proche forêt nationale d'Okanogan par le service forestier américain.

## Description
La forêt s'étend sur les territoires des comtés de Chelan et de Kittitas. D'une superficie de 7 022,89 km2, elle se situe sur le versant oriental de la chaîne des Cascades et elle s’étend sur 220 km entre les forêts nationales de Gifford Pinchot et d'Okanogan.
La forêt englobe une partie des réserves naturelles de Lake Chelan-Sawtooth, Glacier Peak, Henry M. Jackson, Alpine Lakes, Norse Peak, William O. Douglas et Goat Rocks. 
Une étude du Service des forêts des États-Unis de 1993 a estimé que 1 290 km2 de la forêt était recouvert d'une forêt primaire.